# Kingham
Kingham är en ort och civil parish i grevskapet Oxfordshire i England. Orten ligger i området Cotswolds, cirka 6,4 km sydväst om Chipping Norton.
Orten Kingham hade 547 invånare vid folkräkningen 2011, medan parishen hade 913 invånare.